# Büschdorf
Ne doit pas être confondu avec Buschdorf.
Büschdorf est un Ortsteil de la commune allemande de Perl en Sarre.

## Démographie
| 1939 | 1950 | 1961 | 1970 | 1974 | 2004 | 2010 | - | - | - | - | - |
| ---- | ---- | ---- | ---- | ---- | ---- | ---- | - | - | - | - | - |
| 285  | 235  | 240  | 222  | 214  | 270  | 303  | - | - | - | - | - |